# Hal Clement
Harry Clement Stubbs (n. 30 mai 1922, Somerville, Massachusetts, SUA – d. 29 octombrie 2003, Milton⁠(d), Massachusetts, SUA), mai bine cunoscut sub pseudonimul Hal Clement, a fost un scriitor american de science fiction. A fost unul dintre marii scriitori ai subgenului hard science fiction.   A pictat teme astronomice sub  pseudonimul George Richard.

## Cărți
- Needle (1950), ISBN 0-380-00635-9 (Primul roman din Needle Series. A mai fost publicat ca From Outer Space)
- Iceworld (1953), ISBN 0-345-25805-3
- Mission of Gravity (1954), ISBN 0-345-31622-3 (prima carte din Mesklin Series).
- The Ranger Boys in Space (1956) (pentru copii)
- Cycle of Fire (1957), ISBN 0-345-24368-4
- Close to Critical (1958), ISBN 0-345-24508-3 (part e a Mesklin Series. Apărută în revistă în 1958, ca o carte în 1964)
- Natives of Space (1965), ISBN 0345219503 (trei novelete)
- Small Changes (1969), ISBN 0709110006 (colecție de 9 povestiri)
- Space Lash (1969), ISBN (retipărite paperback a Small Changes)
- First Flights to the Moon (1970), ASIN B000BCHC4Y (antologie de povestiri scrise de alti autori, editată de Hal Clement)
- Star Light (1971), ISBN 0-345-02361-7 (parte a Mesklin Series, sequel al Mission of Gravity. Contine unele personaje care apar și în Close to Critical)
- Ocean on Top (1973), ISBN 1-4510-1057-5 (tipărită în revistă în 1967)
- Left of Africa (1976), ISBN 0936414014 (roman istoric pentru adolescenți, aparent publicat doar în 750 de copii[11])
- Through the Eye of a Needle (1978), ISBN 0-345-25850-9 (al doilea și ultimul roman din Needle Series)
- The Best of Hal Clement (1979), ISBN 0345276892 (colectie de 10 povestiri, inclusiv toate dinNatives of Space și două din Small Changes: Uncommon Sense și  Dust Rag)
- The Nitrogen Fix (1980), ISBN 0-441-58116-1
- Intuit Arhivat în 3 martie 2016, la Wayback Machine. (1987), ISBN 0-915368-35-8 (colectie completă a 4 povestiri Laird Cunningham's, editie limitată la 820 de copii)
- Still River (1987), ISBN 0-345-32916-3
- Fossil (1993), ISBN 0-88677-573-6 (are loc în universul fictiv Isaac Asimov )
- Half Life (1999), ISBN 0-312-86920-7 (umanitatea e pe punctul de a dispărea din cauza unui dezastru, cercetătorii pleacă pe  Titan după indicii biochimice care să facă posibilă descoperirea unui leac)
- The Essential Hal Clement, Volume 1: Trio for Slide Rule and Typewriter Arhivat în 27 septembrie 2007, la Wayback Machine. (1999), ISBN 1-886778-06-X (colecție de 3 romane Needle, Iceworld și Close to Critical)
- The Essential Hal Clement, Volume 2: Music of Many Spheres Arhivat în 27 septembrie 2007, la Wayback Machine. (2000), ISBN 1-886778-07-8 (colecție de  17 povestiri, inclusiv din Small Changes și din The Best of Hal Clement)
- The Essential Hal Clement, Volume 3: Variations on a Theme by Sir Isaac Newton Arhivat în 29 septembrie 2007, la Wayback Machine. (2000), ISBN 1-886778-08-6 (colecție cu toate povestirile Mesklin excepție Close to Critical: Mission of Gravity, Star Light, Lecture Demonstration și Under; plus articolul despre cum se scrie SF Whirligig World)
- Heavy Planet (2002), ISBN 0-7653-0368-X (retipărire a The Essential Hal Clement, Volume 3)
- Noise (2003), ISBN 0-7653-0857-6 (cu acțiunea pe o planetă ocean)
- Men of the Morning Star/Planet for Plunder (2011), ISBN 978-1-61287-018-2 (două nuvele, prima de Edmond Hamilton, a doua de Hal Clement și  Sam Merwin Jr.)
- The Moon is Hell!/The Green World (2012), ISBN 978-1-61287-087-8 (două nuvele, prima de John W. Campbell Jr. a doua de Hal Clement)
- The Time Trap/The Lunar Lichen (2013), ISBN 978-1-61287-142-4 (două nuvele, prima de Henry Kuttner a doua de Hal Clement)
- Hal Clement SF Gateway Omnibus (2014), ISBN 978-0575110151 (colectie formata din nuvelele Iceworld, Cycle of Fire și  Close to Critical)

## Legături externe
- Hal Clement la Science Fiction and Fantasy Hall of Fame
- Hal Clement la Internet Speculative Fiction Database
- Lucrări de sau despre Hal Clement în biblioteci (catalog WorldCat)
- Past Masters: A Logic Named Clement (or Open the Pod Bay Doors, Hal) by Bud Webster at Galactic Central
- Hal Clement la Library of Congress Authorities, cu 20 înregistrări de catalog (under 'Clement, Hal' and 'Clement, Hal, 1922–' without '2003', previous page of browse report)